# Штасфурт
Штасфурт (њем. Staßfurt) град је у њемачкој савезној држави Саксонија-Анхалт. Једно је од 21 општинског средишта округа Салцланд. Према процјени из 2010. у граду је живјело 29.753 становника. Посједује регионалну шифру (AGS) 15089310.

## Географски и демографски подаци
Штасфурт се налази у савезној држави Саксонија-Анхалт у округу Салцланд. Град се налази на надморској висини од 73 метра. Површина општине износи 146,6 km². У самом граду је, према процјени из 2010. године, живјело 29.753 становника. Просјечна густина становништва износи 203 становника/km².